# Roots (Curtis Mayfield)
Roots è il secondo album discografico in studio del cantante statunitense Curtis Mayfield, pubblicato nel 1971.

## Tracce
1. Get Down – 5:45
2. Keep On Keeping On – 5:08
3. Underground – 5:15
4. We Got to Have Peace – 4:44
5. Beautiful Brother of Mine – 7:23
6. Now You're Gone – 6:50
7. Love to Keep You in My Mind – 3:48

## Formazione
- Curtis Mayfield - voce, chitarra
- Craig McMullen - chitarra
- Joseph "Lucky" Scott - basso
- Tyrone McCullen - batteria
- Henry Gibson - percussioni
- Leroy Hutson, Michael Hawkins - voce
- Johnny Pate, Riley Hampton - arrangiamento